# Miekunvaarri
Miekunvaarri är ett berg i Finland. Det ligger i Enontekis i landskapet Lappland, i den norra delen av landet, 1 000 km norr om huvudstaden Helsingfors. Toppen på Miekunvaarri är 803 meter över havet.
Terrängen runt Miekunvaarri är lite kuperad.  Trakten runt Miekunvaarri är nära nog obefolkad, med mindre än två invånare per kvadratkilometer. Det finns inga samhällen i närheten. Omgivningarna runt Miekunvaarri är i huvudsak ett öppet busklandskap.